# Parafia Miłosierdzia Bożego w Żukowie (powiat miński)
Parafia Miłosierdzia Bożego w Żukowie – parafia rzymskokatolicka należąca do  dekanatu mińskiego – św. Antoniego z Padwy, diecezji warszawsko-praskiej, metropolii warszawskiej Kościoła katolickiego. W parafii posługują księża diecezjalni. 
Parafia została utworzona przez biskupa Kazimierza Romaniuka 20 listopada 1994. Kościół zaprojektował mgr inż. arch. Zbigniew Grzesiak.

## Obszar parafii
W granicach parafii znajdują się miejscowości: Brzóze, Cyganka i Żuków.